# N번째 이별중
《n번째 이별중》(Time Freak)은 미국에서 제작된 앤드류 볼러 감독의 2018년 SF 코미디 드라마 영화이다. 2018년 11월 9일 디지털로 한정 개봉되었다. 대한민국에서는 2020년 4월 1일 개봉되었다. 에이사 버터필드 등이 주연으로 출연하였고 레이몬드 맨스필드 등이 제작에 참여하였다. 이 영화는 미국 유타주에서 촬영되었다.

## 출연

### 주연
- 에이사 버터필드
- 소피 터너
- 스카일러 거손도

### 조연
- 오브리 레이놀즈
- 윌 펠츠
- 질리안 조이
- 케이든 J. 그레고리

## 기타
- 미술: 톰 리소스키
- 세트: 브라이언 리브스
- 의상: 재클린 뉴웰
- 배역: 제프 존슨
- 배역: 마리 베뉴
- 배역: 미셸 웨이드 버드